# Mesochorus maximus
Mesochorus maximus är en stekelart som beskrevs av Schwenke 1999. Mesochorus maximus ingår i släktet Mesochorus och familjen brokparasitsteklar. Inga underarter finns listade i Catalogue of Life.